# Domaradzice (województwo świętokrzyskie)
Domaradzice – wieś sołecka w Polsce położona w województwie świętokrzyskim, w powiecie staszowskim, w gminie Bogoria.
W latach 1975–1998 miejscowość administracyjnie należała do województwa tarnobrzeskiego.

## Współczesne części wsi
Poniżej w tabeli 1 integralne części wsi Domaradzice (0788152) z aktualnie przypisanym im numerem SIMC (zgodnym z Systemem Identyfikatorów i Nazw Miejscowości) z katalogu TERYT (Krajowego Rejestru Urzędowego Podziału Terytorialnego Kraju).
| SIMC    | Nazwa               | Rodzaj  |
| ------- | ------------------- | ------- |
| 0788169 | Kolonia Domaradzice | kolonia |

## Dawne części wsi – obiekty fizjograficzne
W latach 70. XX wieku przyporządkowano i opracowano spis lokalnych części integralnych dla Domaradzic zawarty w tabeli 2.

| Nazwa wsi – miasta    | Nazwy części wsi – miasta | Nazwy obiektów fizjograficznych – charakter obiektu |
| --------------------- | ------------------------- | --- |
| I. Gromada SZCZEGLICE |                           | |
| 1. Domaradzice        | 1. Kolonie Domaradzkie    | 1. Chłopski Las — las 2. Ciepielówka — pole 3. Doły — krzaki, nieużytki 4. Gieryczówka — pole 5. Góry — pole 6. Jawórka — pole 7. Kapia Góra — las, wzgórze, pastwisko 8. Kąty — pole 9. Kocia Góra — pole 10. Kolonie Domaradzkie — pole 11. Kopaniny 12. Międzydoły — pole 13. Opalów Las — las 14. Pod Kapią Górą — pastwisko, pole 15. Stawiska — pole, łąka 16. Świński Dół — las 17. Za Stawiskami — pole |

## Historia
Za czasów Długosza (1470–1480) Domaradzice były wsią w ówczesnym powiecie sandomierskim. Mieszkała w niej częściowa szlachta (L.B. t.II s.331).
W wieku XIX była to wieś i folwark w powiecie sandomierskim, gminie Górki, parafii Szczeglice. We wsi działała gorzelnia. W 1827 r. wieś liczyła 16 domów i 108 mieszkańców, zaś w 1881 r. 25 domów i 203 mieszkańców. We wsi znajdowało się 27 osad z łącznie 159 morgami gruntów. Folwark odległy był od Radomia o 84 wiorsty, od Sandomierza o 28, a od Klimontowa o 7. Folwark liczył 5 budynków murowanych i 14 drewnianych. Obejmował 399 mórg gruntów, z czego: 240 mórg gruntów ornych i ogrodów, 16 mórg łąk, 25 mórg pastwisk, 112 mórg lasu, oraz 7 mórg nieużytków i placów. Stosowano wówczas płodozmian 8-polowy.